# Arctia depuncta
Arctia depuncta är en fjärilsart som beskrevs av Statt. 1939. Arctia depuncta ingår i släktet Arctia och familjen björnspinnare. Inga underarter finns listade i Catalogue of Life.